# Димитрий (Псарофеодоропулос)
Митрополит Димитрий (греч. Μητροπολίτης Δημήτριος, в миру Димос Псарофеодоропулос греч. Δήμος Ψαρωθεοδωρόπουλος; род. 1902, Галаксиди, Греция — 31 декабря 1976, Салоники) — епископ греческой старостильной юрисдикции ИПЦ Греции «матфеевцы»; митрополит Фессалоникийский, местоблюститель Афинской архиепископской кафедры (1950—1958).

## Биография
Родился в 1902 году в Галаксиди. После окончания школы занимался торговлей, придерживаясь движения старокалендаристов.
В 1925 году был одним из присутствующих на Всенощном бдении в ночь с 13 на 14 сентября в часовне святого Иоанна Богослова, когда сотни людей видели на небе явление Честного Креста.
В 1942 году епископом Вресфенский Матфеем (Карпафакисом) в Свято-Преображенском монастыре в Кувара был пострижен в монашество с наречением имени Димитрий и им же рукоположен в сан иеродиакона, а в 1947 году — в сан иеромонаха.
В 1948 году был рукоположен в сан епископа и возведён в достоинство митрополита Фессалоникийского. После кончины архиепископа Матфея (Карпафакиса), был местоблюстителем Афинской архиепископской кафедры до избрания на неё в 1958 году митрополита Агафангела (Елевфериу).
Скончался 31 декабря 1976 года и был погребён на архиерейском кладбище в Свято-Введенском женском монастыре Панагии Пефковунойатриссы.